# Absolute Big Hits 1
Absolute Big Hits 1 er en kompilation i serien Absolute Big Hits udgivet 14. maj 2007.

## Spor
1. George Michael & Mutya – "This Is Not Real Love"
2. Take That – "Patience"
3. Thomas Helmig – "Op & Ned"
4. Nik & Jay – "Når Et Lys Slukkes"
5. Amy Winehouse – "Rehab"
6. Nelly Furtado – "All Good Things Come To An End"
7. Christina Aguilera – "Ain't No Other Man"
8. James Morrison – "Wonderful World"
9. Norah Jones – "Thinking About You"
10. Joss Stone – "Tell Me 'Bout It"
11. Grand Avenue – "The Outside"
12. Outlandish – "I Only Ask Of God"
13. P!nk – "U + Ur Hand"
14. Nordstrøm – "Du Og Jeg"
15. Justin Timberlake – "Sexyback"
16. The Killers – "When You Were Young"
17. John Mayer – "Waiting For The World To Change"
18. Hush – "For All The Right Reasons"
19. Julie – "Take Me Away"
20. Lily Allen – "LDN"